# Cantone di Privas
Il Cantone di Privas è un cantone della Francia dell'arrondissement di Largentière.
A seguito della riforma approvata con decreto del 13 febbraio 2014, che ha avuto attuazione dopo le elezioni dipartimentali del 2015, è passato da 16 a 15 comuni.

## Composizione
I 16 comuni facenti parte prima della riforma del 2014 erano:
- Ajoux
- Alissas
- Coux
- Creysseilles
- Dunière-sur-Eyrieux
- Flaviac
- Freyssenet
- Gourdon
- Lyas
- Les Ollières-sur-Eyrieux
- Pourchères
- Pranles
- Privas
- Saint-Priest
- Saint-Vincent-de-Durfort
- Veyras

Dal 2015 i comuni appartenenti al cantone sono i seguenti 15:
- Ajoux
- Alissas
- Chomérac
- Coux
- Creysseilles
- Flaviac
- Freyssenet
- Gourdon
- Lyas
- Pourchères
- Pranles
- Privas
- Rochessauve
- Saint-Priest
- Veyras